# 都内
都内（とない）は、東京都の全域、あるいは、東京都区部の全域のこと。東京都内（とうきょうとない）の略語。

## 東京都内

### 経緯
1943年（昭和18年）7月1日に東京都制が施行され東京府と東京市がともに東京都に移管されたため、旧東京府内の意での都内と、旧東京市内の意での都内の両方の用法が発生した。法令上での都内の語は東京都制の条文ですでに用いられており、文中で都内の市町村（＝多摩地域・島しょ）と言及し東京都の全域を対象としている。東京都制#区市町村についてを参照。

### 用法
- 法令表記上は現在も東京都の全域であり、必要により「区」や「市町村」を明記して限定する形をとる[2]が、通俗的には東京都区部のことをさす場合が多い[3]。

## その他
- 中国では区分、都市定義や統計で市の中心部や主要部の意で主城区という範囲を取ることがあるが、市区（市域）全域が主城区である都市が混在し、東京都における都内と同様に一意でない[4]